# Geekbench
Geekbench是一款跨平台的處理基準測試程序，其評分系統可分為單核和多核性能，以及模擬真實使用場景的工作負載能力。有Geekbench 2、Geekbench 3，Geekbench4以及Geekbench 5。軟件基準測試適用於macOS、Windows、Linux、Android和iOS。Geekbench 4、Geekbench5還測量GPU性能包括圖像處理和計算機視覺等領域。
Linux內核的創建者和首席開發人員林纳斯·托瓦兹，他批評Geekbench 3及先前版本的評分方式對ARM64架構的硬體更有利，並且是基於x86的系統的一個糟糕的性能指標，他將Geekbench稱為Dhrystone的糟糕基準，他和其他人嘲笑了多年。 當Geekbench 4.0版發佈時，他的評論說「看起來好多了」。

## 測試基準
Geekbench 4以搭載Intel Core i7-6600U的Dell Inc. Microsoft Surface Book單核性能訂為4000分。
Geekbench 5以搭載Intel Core i3-8100的Dell Inc. Precision Tower 3430單核性能訂為1000分。